# Tetrathemis denticauda
Tetrathemis denticauda är en trollsländeart som beskrevs av Fraser 1954. Tetrathemis denticauda ingår i släktet Tetrathemis och familjen segeltrollsländor. IUCN kategoriserar arten globalt som otillräckligt studerad. Inga underarter finns listade i Catalogue of Life.